# Ерзурум (вілаєт)
39°54′31″ пн. ш. 41°16′37″ сх. д. / 39.908611111111° пн. ш. 41.276944444444° сх. д.
Ерзурумський вілаєт (осман. ولايت ارضروم) — вілаєт Османської імперії, що розташовувався на кордоні з Російською імперією. Утворений 1867 року замість Ерзурумського еялету з площею 76,700 км². У 1923 році припинив своє існування зі встановленням тут влади Турецької республіки.

## Історія
У 1865 році під час реформи Танзимату перетворено на вілаєт Ерзурум, а у 1867 році змінив назву на Ерзурумський вілаєт. У 1875 році з нього виокремлено вілаєти Дерсім, Ван, Бітліс, Хаккярі, Карс-Чилдирський.
В результаті російсько-турецької війни 1877—1878 років було втрачено Баязитський санджак, який за Сан-Стефанським договором відходив до Росії. Тут було утворено Ерзерумську область на чолі з губернатором Бегбуром Шелковніковим. Проте за рішеннями Берлінського конгресу 1878 року його було повернуто Османській імперії. Згодом Ерзурумський вілаєт і далі виконував завдання захисту кордонів на сході Малої Азії від російських військ. Тут було споруджено численні фортеці та бази, розраховані на підтримку можливого наступу османських військ на Кавказ. У 1895—1896 роках відбулася різанина вірмен.
У 1906 році став центром антиурядового повстання, яке очолили турки. Вони виступали за скасування курдських кіннотних формувань хамідіє, зменшення податків, повернення до Конституції 1876 року. В результаті відбулися зіткнення, проте армія відмовилася придушувати народне збурення.
У 1911 році в Ерзінджані було створено штаб-квартиру 3-ї армії, що відповідала за кавказький напрямок. Під час Першої світової війни місцеве християнське населення, переважно вірмени підтримували російські війська. У відповідь у 1915 році відбулася чергова різанина та депортація вірменського населення. У 1916 році в результаті нищівної поразки 3-ї армії Османської імперії в Ерзурумській та Ерзінджанській битвах вілаєт було окуповано Росією. Перед відступом у місті Ерзурум було вбито до 20 тис. вірмен.
У 1917 році після повалення царату та жовтневого перевороту російські війська почали залишати Ерзурумський вілаєт. Остаточно це відбулося відповідно до батумського договору 1918 року. В свою чергу Вірменія, що оголосила незалежність, намагалася зайняти райони вілаєту, де мешкала більшість вірмен. Відповідно до Севрського договору 1920 року члени Антанти передали вілаєт до складу Вірменії. Втім, проти цього виступили турецькі націоналісти на чолі із Кемалем Ататюрком, які до 1921 року захопили колишню османську провінцію. У 1923 році за рішеннями Лозаннського мирного договору Ерзурумський вілаєт визнано складовою частиною Турецької республіки.
Вілаєт було розділено на провінції Агри, Байбурт, Ерзінджан, Ерзурум.

## Структура
З 1867 року вілаєт складався з 7 санджаків: Ерзурум, Ерзінджан, Карс, Ван, Муш, Баязит, Ардахан.
З 1878 року складався з 3 санджаків:
- Ерзурумський санджак мав 10 кази: Ерзурум, Пасінлер, Байбурт, Іспир, Терджан, Тортум, Юсуфелі, Кіги, Нарман, Хинис.
- Ерзінджанський санджак — 5 кази: Ерзінджан, Пюлюмюр, Рефахіє, Ілич, Кемах.
- Баязитський санджак — 5 кази: Баязит, Елешкірт, Діядін, Тутак, Агри.

## Населення
За переписом 1885 року в Ерзурумському вілаєті мешкало 645 702 особи. Значну частину складали курди, разом з турками їх нараховувалося 445,5 тис. осіб. У 1914 році мусульман нараховано 673 297 осіб. До Першої світової війни мав велику кількість вірмен (близько 135 тис.), також грузини, понтійські (близько 5 тис. осіб) та кавказькі греки, інші етнічні групи. Втім, кількість християнського населення вважається заниженою оманською владою, тобто вірмен фактично було понад 200 тис. осіб.

## Економіка
Основу становило землеробство і скотарство. Вілаєт був одним зі значних постачальників злакових культур. Так, за оцінками тогочасних дослідників у санджаках Ерзурум, Ерзінджан та баязит нараховувалося посівів пшениці на 93 640 т. Також в значній кількості вирощували ячмінь, бобові, овочі та фрукти. З 1869 року на Ерзурумській рівнині стали в промислових масштабах вирощувати картоплю.